# Postflugzeug

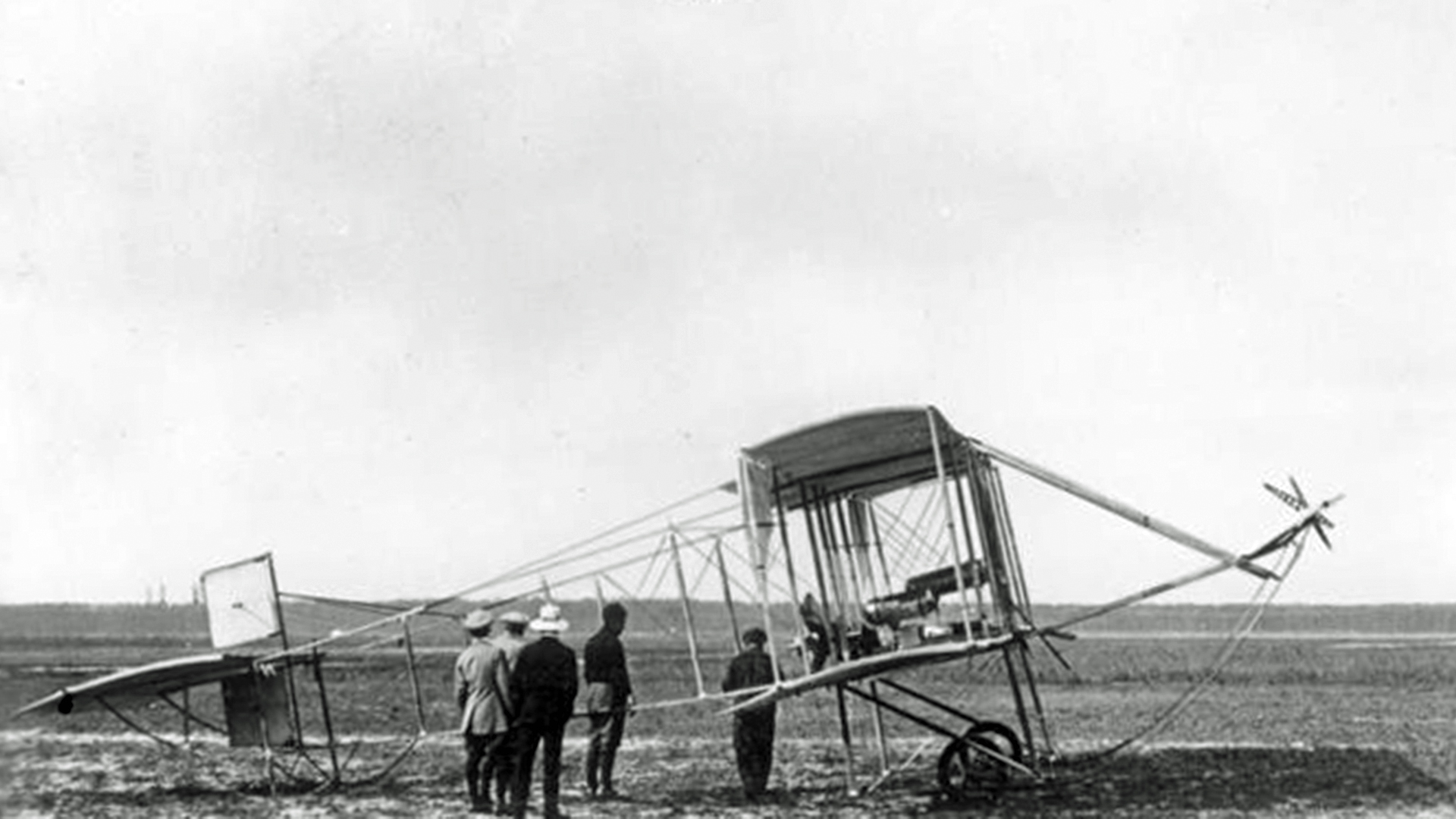
Ein Sommer 1910 Doppeldecker, die erste als Postflugzeug eingesetzte Maschine.

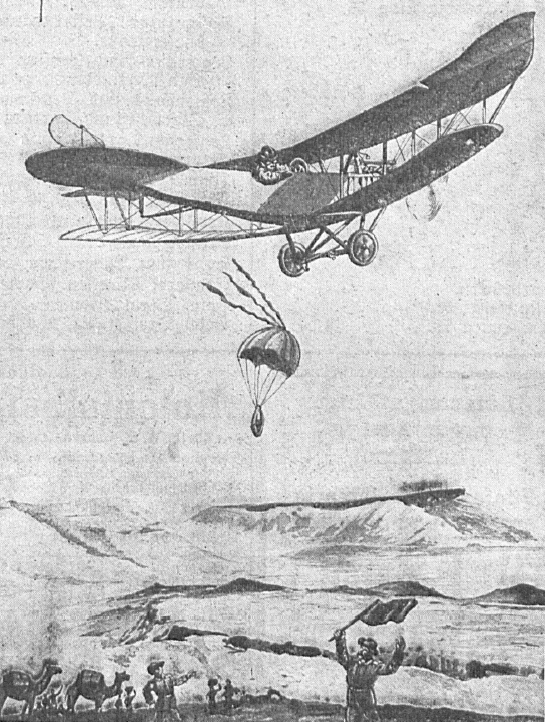
Postabwurf in Deutsch-Südwestafrika, 1914

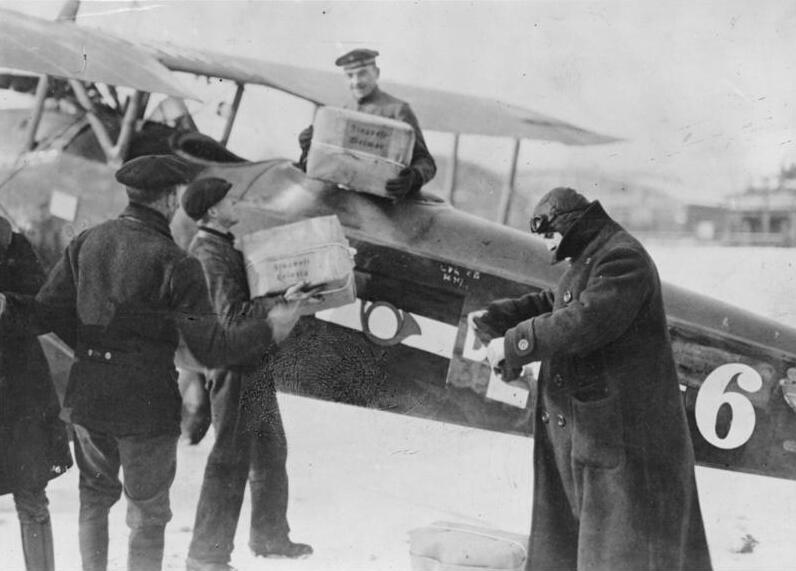
Postflugzeug mit Posthornkennzeichnung, Februar 1919

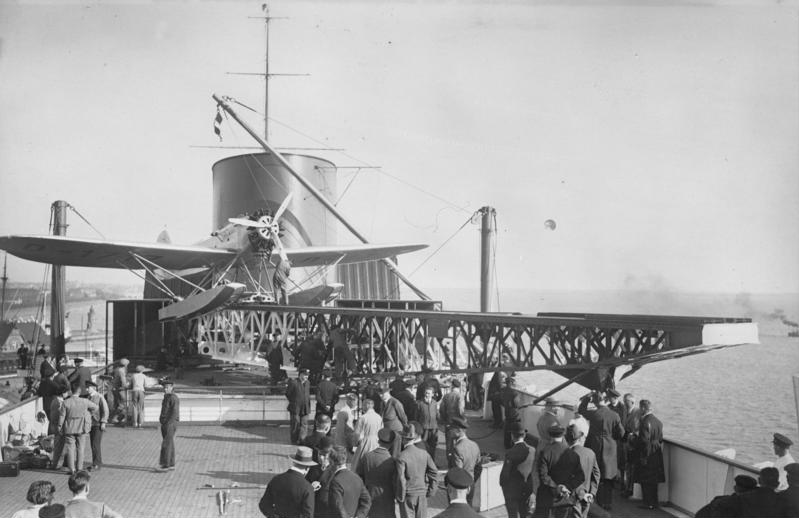
Die Heinkel HE 12 auf dem Katapult an Bord der Bremen, 1931

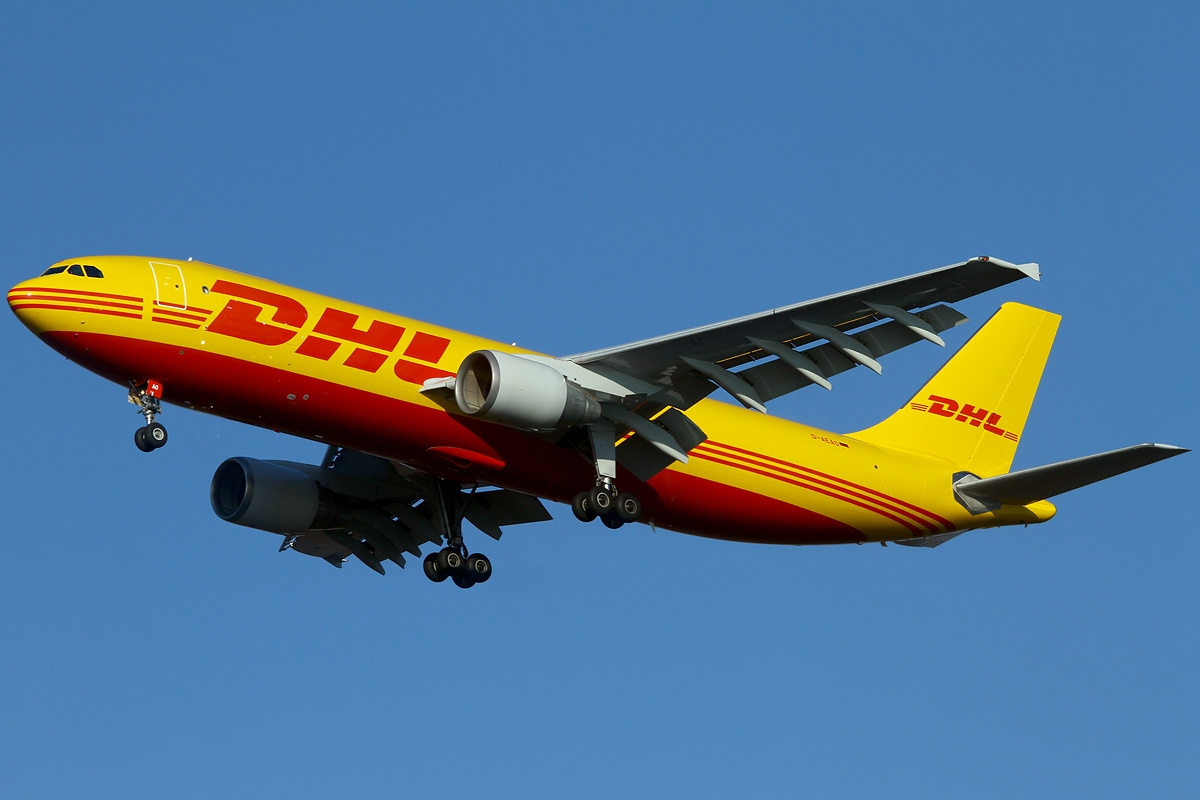
DHL-Frachtflugzeug, 2011

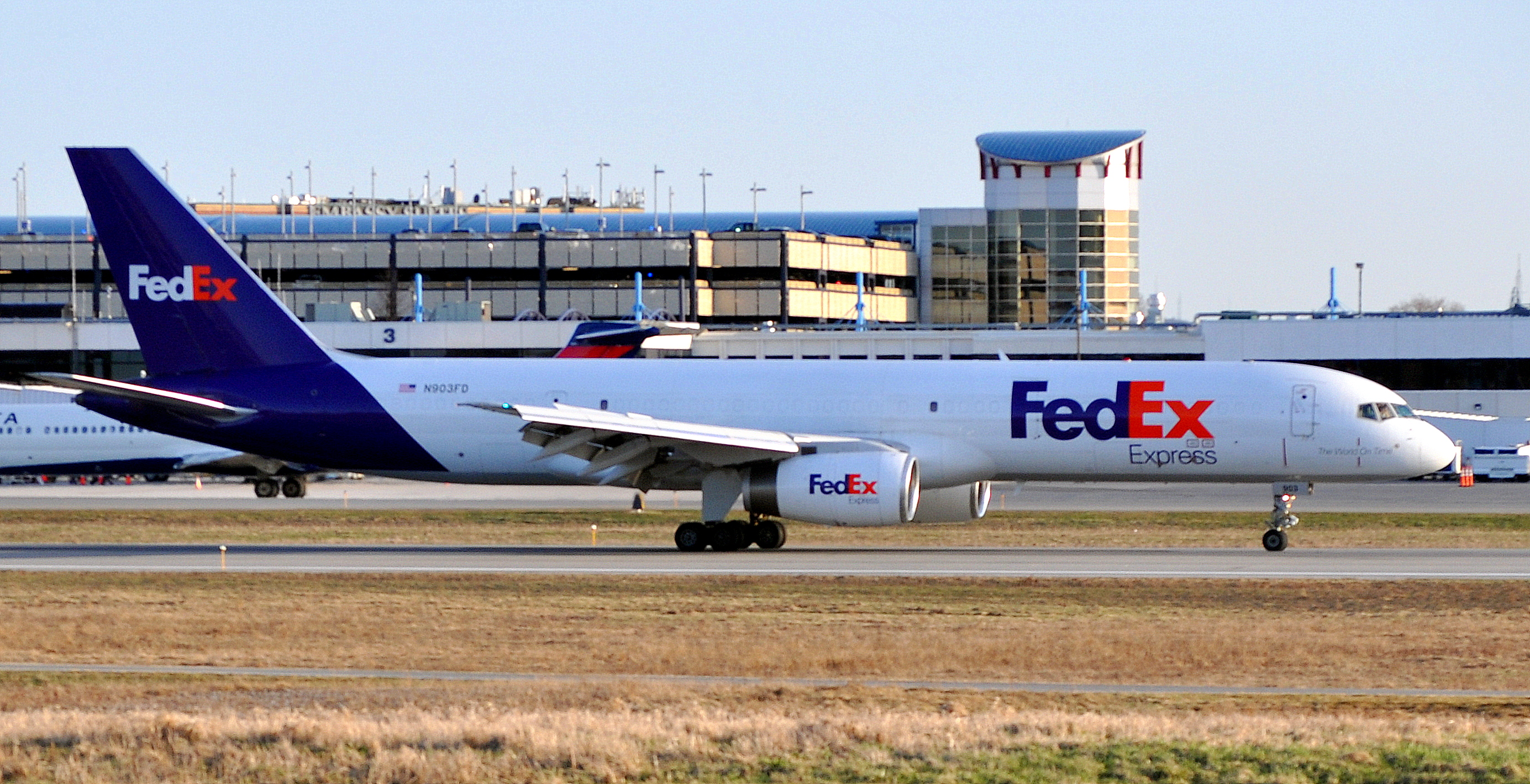
FedEx-Frachtflugzeug, 2011

Postflugzeug ist ein Sammelbegriff für Flugzeuge, der sich inhaltlich an Einsatzzweck, Bauart oder Betreiber orientiert. Die Entwicklung der Postflugzeuge begann in den 1910er Jahren und ist eng mit dem Fortschritt der Technik und der allgemeinen Entwicklung des Luftpostverkehrs verbunden. In der Mitte des 20. Jahrhunderts erreichte der Betrieb von Postflugzeugen die größte Verbreitung. Anfang des 21. Jahrhunderts wurden sie durch weltweite Umstrukturierungen weitgehend bedeutungslos. Der Einsatz von Logistikdrohnen wird seit den 2010er Jahren in Erwägung gezogen.

## Entwicklungsgeschichte der Postluftfahrzeuge

### Anfänge bis in die Zeit zum Zweiten Weltkrieg
Anfänge der Beförderung von Post mit Luftfahrzeugen wurden im frühen 19. Jahrhundert von der Pariser Ballonpost praktiziert. Zeitgleich mit der Verfügbarkeit von Flugzeugen entwickelten sich die Anfänge des Luftpostverkehrs. Die erste als Postflugzeug eingesetzte Maschine war ein Sommer 1910 Doppeldecker, der am 18. Februar 1911 in Indien von Henri Pequet geflogen wurde und 6.500 Briefe beförderte. Die erste deutsche Postbeförderung mit einem Flugzeug wurde am 11. Juni 1912 um 19.04 Uhr durch Leutnant von Hiddelsen mit seinem Euler-Flugzeug Gelber Hund durchgeführt. In einem von der Reichspost versiegelten Beutel beförderte er 20.000 Briefe und Postkarten von Frankfurt am Main nach Darmstadt. Der erste amtlich genehmigte Postflug in Deutschland fand einen Tag später am 12. Juni 1912 statt. In Deutsch-Südwestafrika wurde ab Mai 1914 im Rahmen der Maßnahme „Erster Luftpostversuch in D.S.W.A.“ mit einem Postflugzeug versucht die Verkehrsinfrastruktur zu verbessern. Wegen zu großer Schwierigkeiten war der Betrieb nicht dauerhaft aufrechtzuerhalten.
In den 1920er und 1930er Jahren wurden einige Flugzeuge wie die Focke-Wulf A 36 zur ausschließlichen Beförderung von Postsendungen gebaut. Die Schnelldampfer Bremen und Europa des Norddeutschen Lloyds setzten mit der Heinkel HE 12, Heinkel HE 58 und Junkers Ju 46 Katapult-Wasserflugzeuge für Postvorausflüge ein, die von 1930 bis 1935 den Postverkehr über den Atlantik beschleunigten.
Durch den Fortschritt im Flugzeugbau wurde es in den 1930er Jahren möglich, Flugzeuge im transatlantischen Passagierverkehr einzusetzen. An Bord der Dornier Do X wurde eine „Posthilfstelle“ betrieben. Pierre-Georges Latécoère baute Postflugzeuge und gründete 1927 dazu die „Compagnie générale aéropostale“, die für französische Kolonien und Südamerika Postsendungen beförderte. Später wurden weitere Postfluggesellschaften gegründet und zu Zeiten des Luftpost-Skandal von 1934 waren Postflugzeuge in erheblicher Anzahl im Betrieb. Zeitweise mussten Postflugzeuge mit Erkennungszeichen der nationalen Postbehörden versehen sein.

### Zweiter Weltkrieg
Für die Zeit des Zweiten Weltkrieges ist die Lage der zivilen Luftpostbeförderung uneinheitlich. Teilweise wurde der Verkehr vollständig eingestellt, teils vermindert, teils uneingeschränkt fortgeführt. Erhebliche Ausweitung hatte die militärisch transportierte Luftpost, die allerdings nicht mit Postflugzeugen betrieben wurde. In den meisten kriegsbeteiligten Ländern waren diese Maschinen für das Militär beschlagnahmt worden.

### 1950er Jahre bis Ende 20. Jahrhundert
Nach 1945 gab es zunächst kaum zivilen Luftverkehr. In der Bundesrepublik Deutschland übernahm ab 1953 die Bundesanstalt für Flugsicherung die Durchführung der zivilen Flugsicherungsdienste, nachdem die Alliierten die unter ihrer Kontrolle stehende Flugsicherung in deutsche Hände gelegt hatten. Mit der Zunahme des Flugverkehrs und der Transportkapazitäten von Flugzeugen hat sich Postverkehr in der Nachkriegszeit zur zivilen Luftfahrt verlagert. Dennoch blieben besondere Bereiche der Luftpostbeförderung erhalten. Am 1. September 1961 wurde der Aufbau der deutschen Nachtluftpost begonnen. Diese erreichte ihren Höhepunkt in den 1990er Jahren und wurde Anfang des 21. Jahrhunderts wieder abgebaut.

### 21. Jahrhundert
Im 21. Jahrhundert befördern etliche Frachtfluggesellschaften unter anderem auch Postsendungen. Darunter ist China Postal Airlines die einzige Gesellschaft, aus deren Namen noch die Verbindung zur staatlichen Post eines Landes erkennbar ist. Eine neue Generation von Postflugzeugen ist in den 2010er Jahren in Planung. Dabei handelt es sich um unbemannte Logistikdrohnen, die von DHL auch als „Paketkopter“ oder „Parcelcopter 3.0“ bezeichnet werden.

## Rechtsstellung
Im historischen Luftfahrtrecht wurden Postflugzeuge der staatlichen Postbehörden als „Staatsflugzeug“ gesondert behandelt. Im Pariser Luftverkehrsabkommen von 1919 wurde allen Luftfahrzeugen untersagt, anderes Material als Ballast abzuwerfen. Postflugzeuge waren ausdrücklich davon ausgenommen. Die Rechtsstellung von Logistikdrohnen als Postflugzeuge entwickelt sich in den 2010er Jahren. Bis 2017 fand in Deutschland nur vereinzelter Erprobungsbetrieb statt.

## Bekannte Postflugzeugtypen

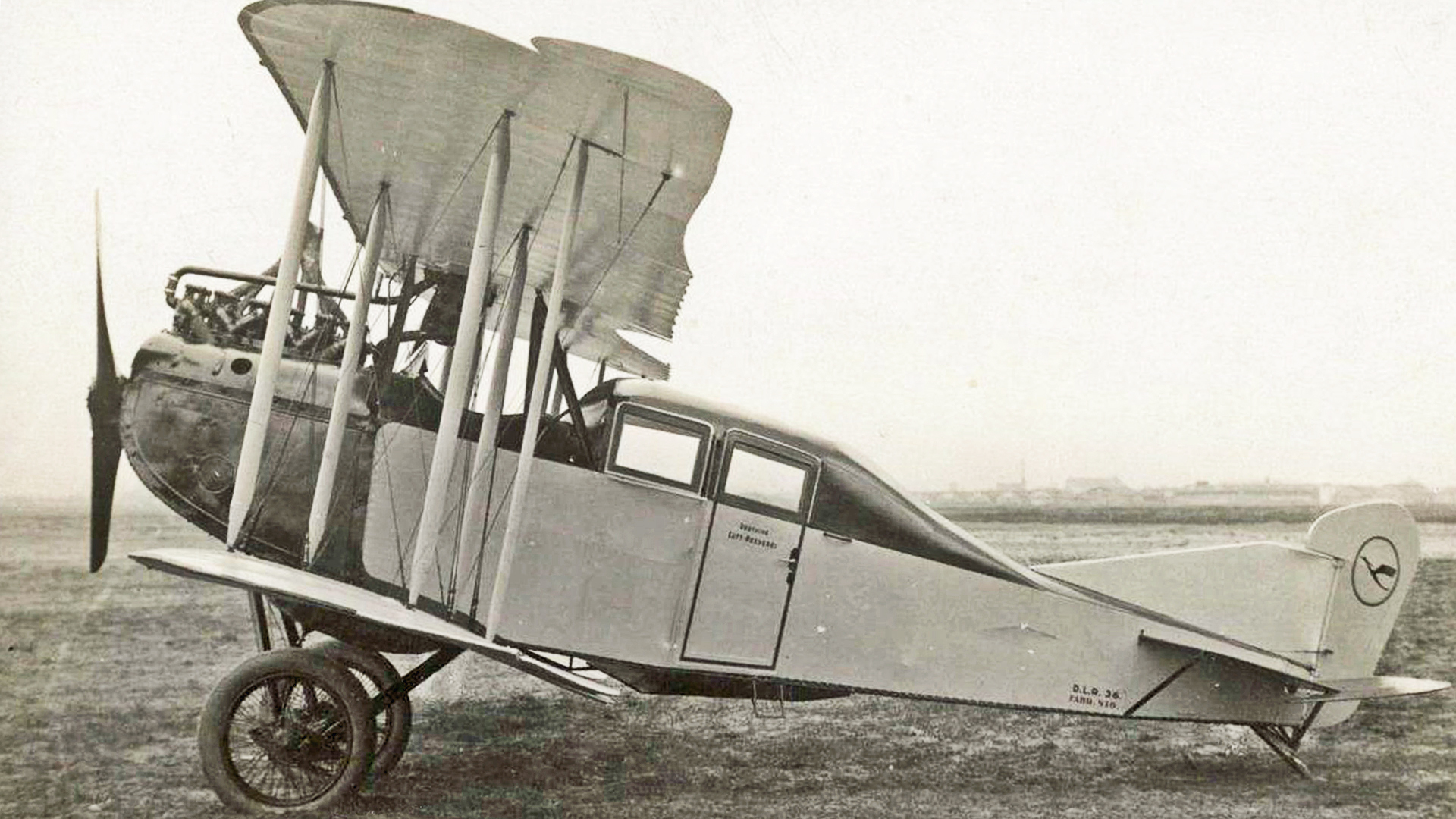
AEG J.II Postflugzeug 1920
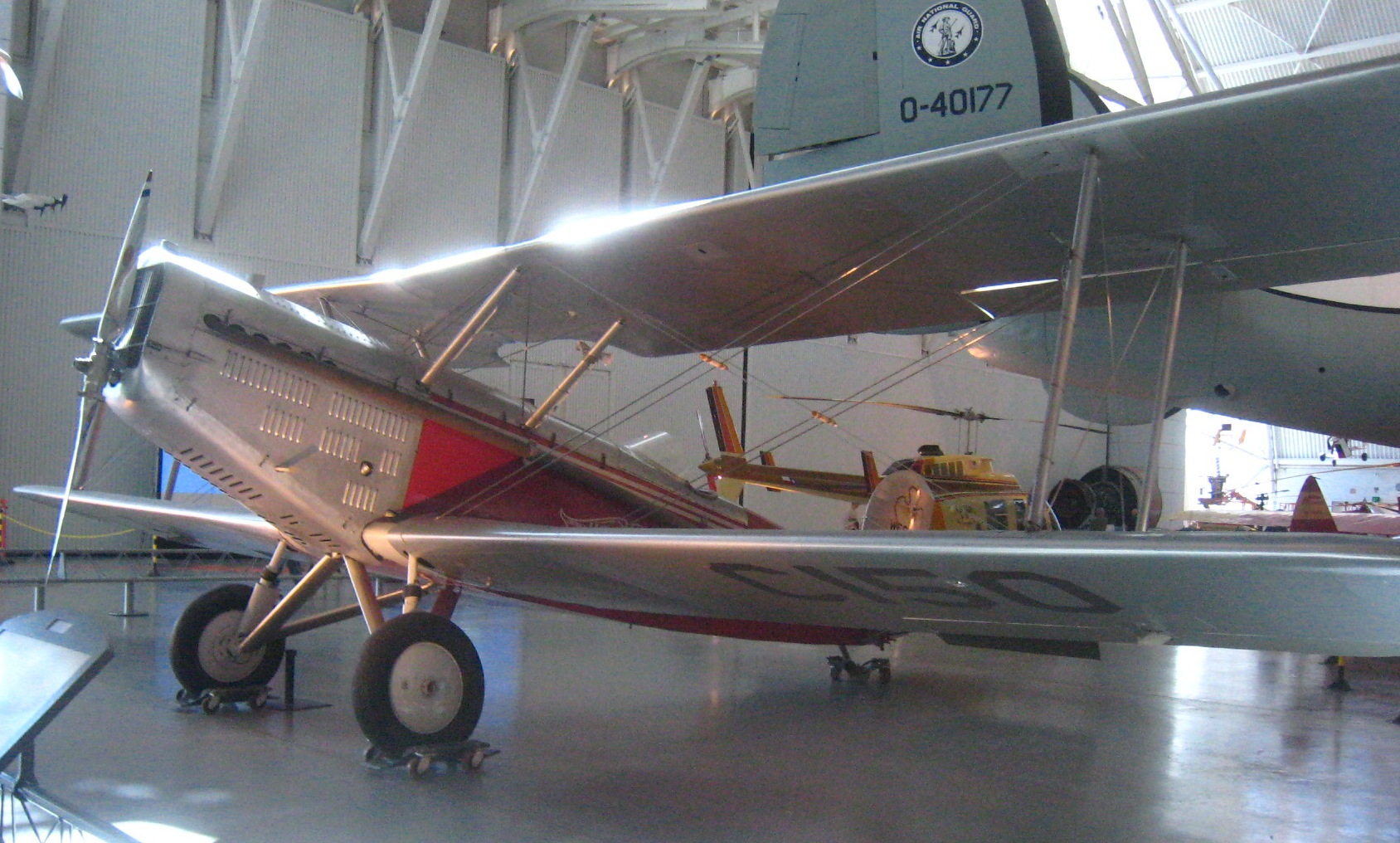
Douglas M-2 „Douglas Mail“ 1926
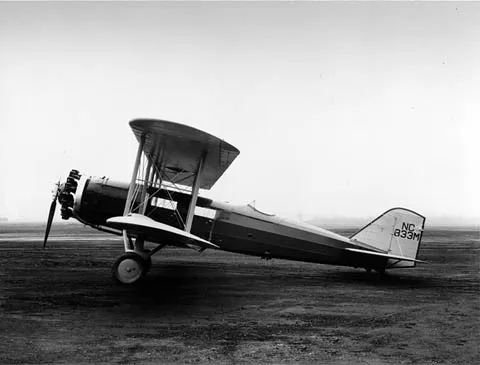
Boeing Model 40 Postflugzeug 1925
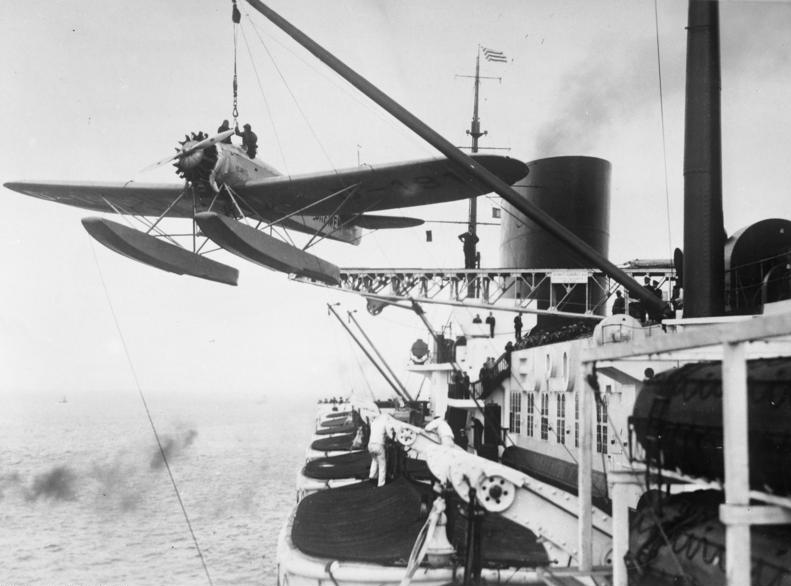
Heinkel HE 58 Postflugzeug 1930
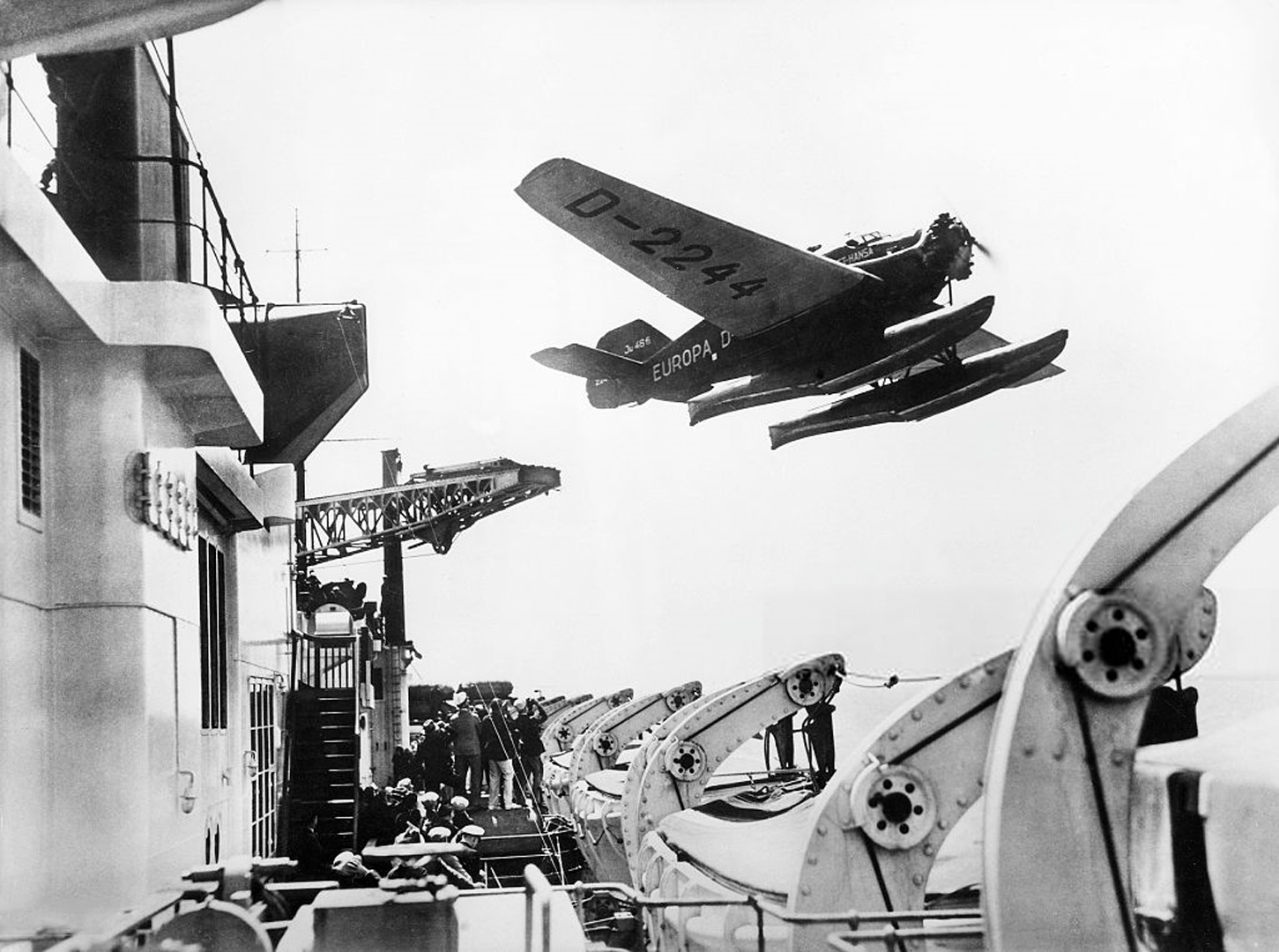
Katapultstart der Junkers Ju 46 Europa (D-2244) 1932
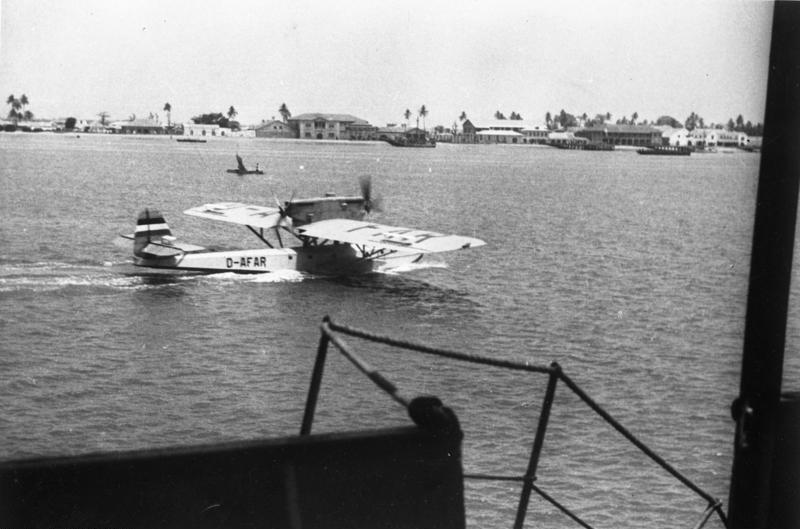
Dornier Wal „Postflugboot“ 1933
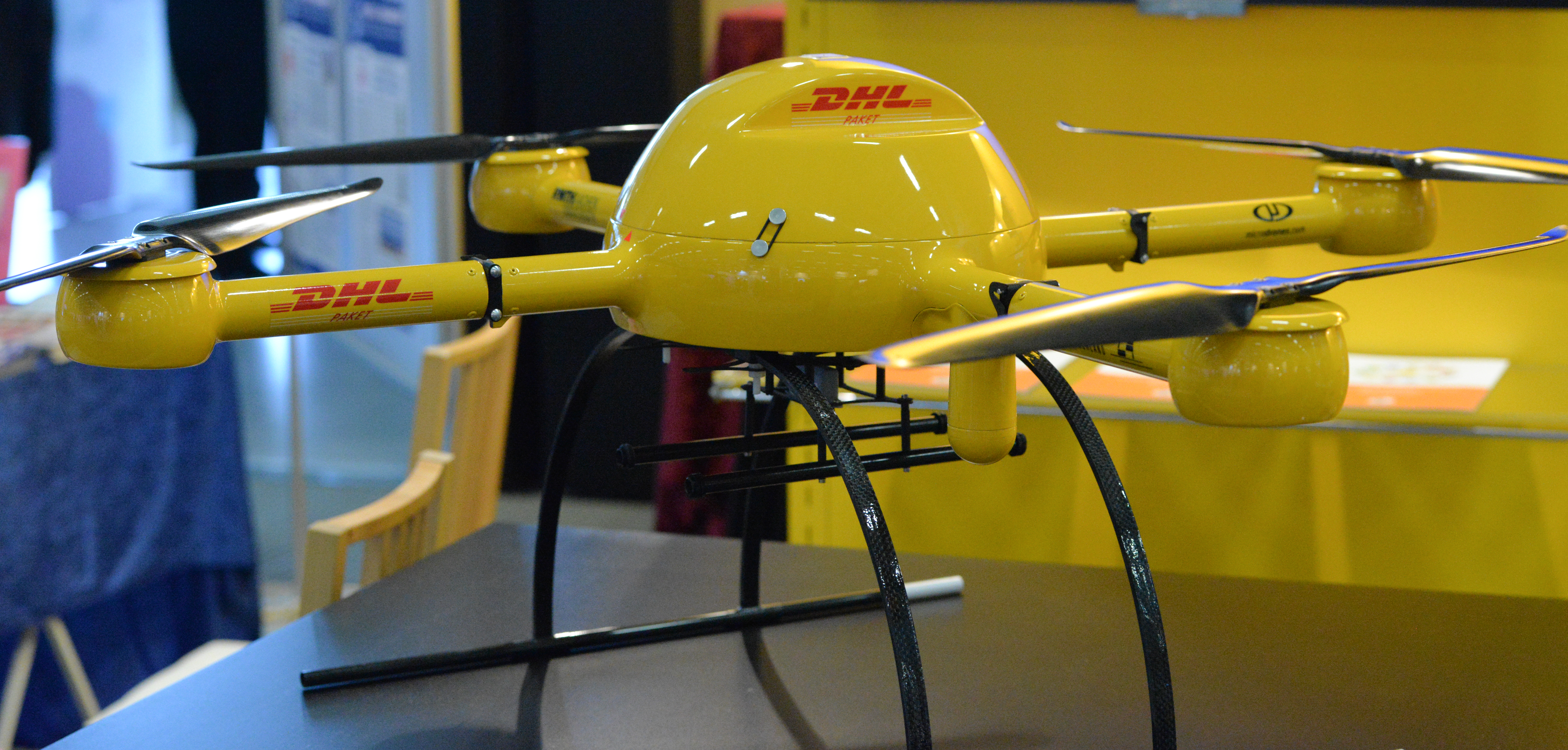
DHL-Paketkopter Logistikdrohne 2015

Nachfolgend sind einige bekannte Flugzeugtypen benannt, deren Einsatz als Postflugzeug bekannt ist: Blériot 5190, Couzinet 70, Douglas M-1, Junkers Ju 46, Latécoère 300, Short Mayo Composite